# Abdurrahman Abdi Pacha
Abdurrahman Abdi Pacha (v. 1610-1686) surnommé Arnavut (l'Albanais), Arnavut Abdurrahman Abdi Paşa en turc, est un général ottoman qui a exercé diverses fonctions administratives et militaires. En dernier lieu, il a été le dernier gouverneur ottoman du pachalik de Budin (Buda) lors de la reconquête de la Hongrie ottomane par le Saint-Empire. Pacha est un titre de fonction.

## Origines
On ne sait rien de certain sur ses origines. Il est possible qu'il soit né dans une famille chrétienne albanaise et ait fait l'objet du devchirmé (« cueillette d'enfants ») pratiqué pour grossir les rangs des janissaires. Le voyageur ottoman Evliya Çelebi nous apprend qu'il a fait construire plusieurs édifices religieux à Peqin près de Tirana, dont la « mosquée de l'horloge », qui existe toujours. Une tradition qui apparaît vers 1730, mais qui est sans doute infondée, lui attribue une origine suisse. Il était réputé pour sa bravoure, son penchant pour l'alcool et son inclination pour le soufisme (mystique musulmane).

## Carrière
Abdurrahman Abdi sert dans le corps des janissaires, infanterie d'élite de l'armée ottomane, et apparaît comme officier de grade élevé en mai 1669 pendant le siège de Candie : il met alors fin à une mutinerie des troupes. En 1671, il est nommé vizir. Pendant la guerre polono-turque de 1672-1676, il commande un corps de janissaires lors du siège de Kamianets-Podilskyï (en) en 1672. En 1674, il est envoyé dans la province de Bagdad pour faire face à la menace de la Perse séfévide. De 1676 à 1680, il est gouverneur de la province d'Égypte puis, en 1681, du pachalik de Bosnie. En 1682, il défend le pachalik de Podolie (en Ukraine actuelle) contre les Polono-Lituaniens. Le 20 décembre 1683, il est rappelé à Constantinople.

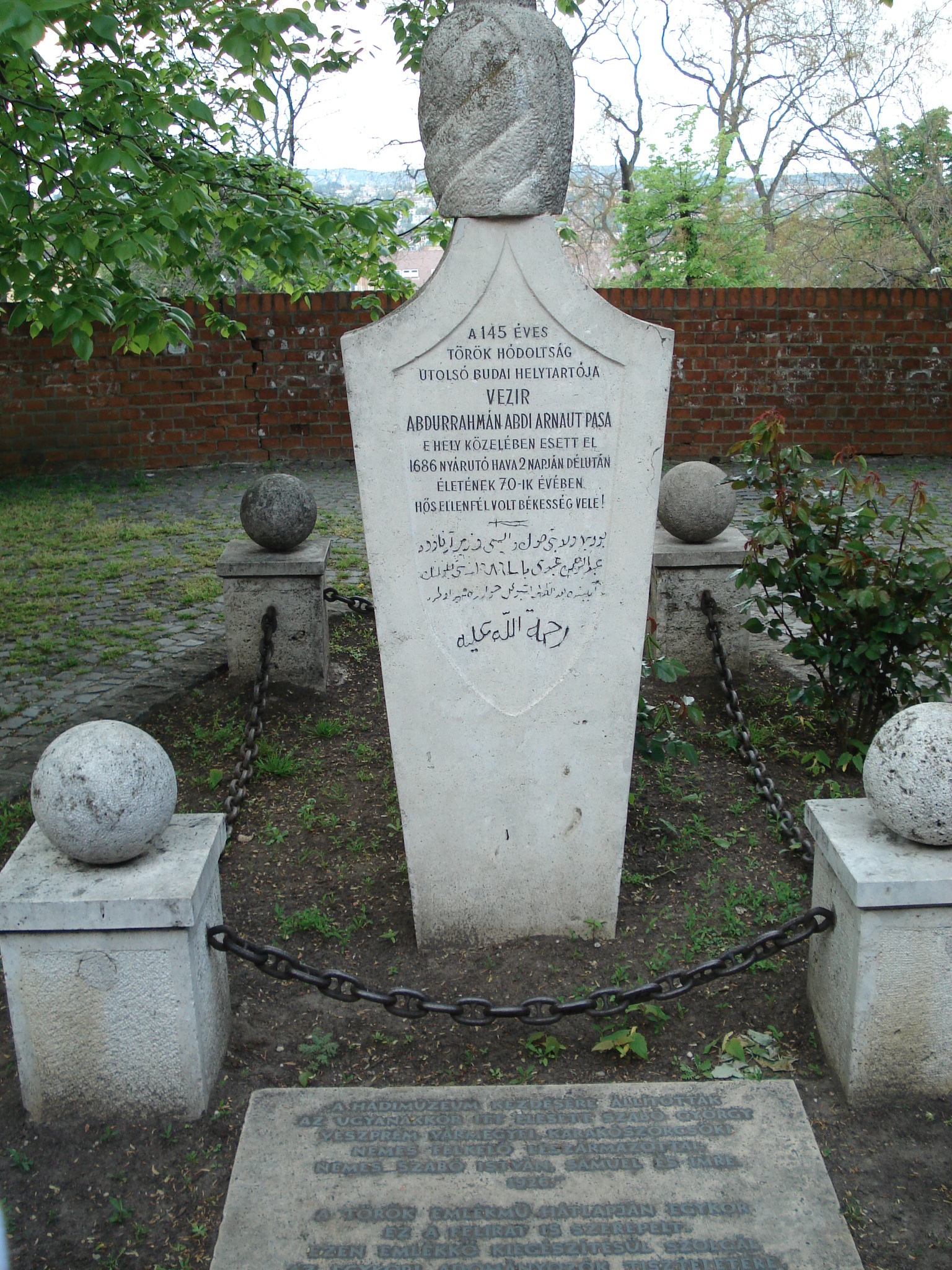
Tombe d'Abdurrahman Abdi Pacha, cimetière du Bastion d'Anjou à Buda

En novembre 1684, malgré son âge avancé, Abdurrahman Abdi Pacha reçoit le commandement du pachalik de Budin (Buda) dans la Hongrie ottomane. Après le désastre ottoman de la bataille de Vienne (11 septembre 1683), la région est menacée par une grande offensive de l'armée de la Sainte Ligue regroupant les Habsbourg et les autres États du Saint Empire romain germanique. Abdurrahman Abdi défend énergiquement la ville lors du siège de Buda (du 18 juin au 3 septembre 1686) mais il est tué lors de l'assaut final, le 2 septembre 1686. La prise de la ville, le 3 septembre, s'accompagne d'un grand massacre de soldats et de civils, musulmans et juifs.
Les vainqueurs rendent hommage au courage du dernier gouverneur ottoman de Buda. Sa tombe existe toujours au cimetière du Bastion d'Anjou à Buda.

## Sources et bibliographie
- (de) Cet article est partiellement ou en totalité issu de l’article de Wikipédia en allemand intitulé « Abdurrahman Abdi Pascha » (voir la liste des auteurs) dans sa version du 11 janvier 2016.
- Augustin Calmet, Histoire ecclésiastique et civile de Lorraine, 1728